# Hugo Ahlbom
Hugo Egidius Ahlbom, född 26 februari 1900 i Gävle, död 19 november 1952 i Stockholm, var en svensk läkare och röntgenolog.
Ahlbom avlade 1918 studentexamen i Gävle och 1921 medicine kandidatexamen. Han blev 1925 medicine licentiat i Stockholm, 1935 medicine doktor och 1937 docent i radioterapi vid Karolinska Institutet. Ahlbom var assistentläkare vid Gävle lasarett 1925, underläkare vid Avesta lasarett 1926–1927, underläkare vid Radiumhemmet 1928–1929 och amanuens vid Serafimerlasarettets röntgeninstitut 1930. Från 1931 var han tillförordnad överläkare och från 1932 biträdande läkare vid Radiumhemmet och från 1939 ledamot för radioterapi vid Medicinalstyrelsens vetenskapliga råd samt 1944–1950 överläkare vid röntgenterapiavdelningen på Södersjukhuset. Ahlbom blev 1950 professor i radioterapi vid Karolinska Institutet och överläkare vid Radiumhemmet. Han tillhörde kretsen av Gösta Forssells lärjungar och utgav ett tjugotal skrifter, främst inom radiologi och cancerologi. är begraven på Norra begravningsplatsen utanför Stockholm.